# Olthofsverlaat
Het Olthofsverlaat (2e Verlaat of Tweede Verlaat) is de tweede schutsluis die in 1828 werd aangelegd in het nieuw aangelegde Stadskanaal in de Nederlandse provincie Groningen.
De vaarweg is aangemerkt als CEMT-klasse 0. 
De lengte van de kolk is 26,9 m, toch is de schutlengte 30 m (door de vorm van de sluiskolk), en de wijdte is 13,6 m. De doorvaarbreedte van de hoofden is maar 6,0 m. De drempeldiepte van beide drempels is KP –2,0 m. Er ligt een draaibrug over het benedenhoofd, met een onderdoorvaarthoogte van KP +1,0 m.
Het Olthofsverlaat is een schutsluis die in 1828 voor 32.600 gulden werd aangelegd aan de Kniggestraat en Kniggekade in Wildervank, thans Stadskanaal. In de loop van de 19e eeuw werd het kanaal verder in zuidoostelijke richting gegraven. Veel neringdoenden vestigden zich in de buurt van de in het kanaal aangelegde schutsluizen, vanwege de mogelijkheden tot handel met de wachtende turfschippers.
Het verlaat dankt zijn naam Olthofsverlaat aan een van die bewoners, een verlaatmeester van de sluis. Deze verlaatmeester, ene Pieter Olthof (1847-1913), was ook logementhouder, caféhouder en winkelier. Hij kwam uit een familie van blokmakers en trouwde op 7 april 1873 in Wildervank met Charlotta Dorothea Fredrika Wubbes Ockels.
Het Olthofsverlaat, inclusief de draaibrug, is aangemerkt als een rijksmonument. De sluis werd ook wel Meestersverlaat genoemd, eveneens naar een van de sluismeesters Abraham Jans Meester (1829-1907). Het Olthofsverlaat staat op vervoersbewijzen van de Eerste Groninger Tramway-Maatschappij aangeduid als "Sap'sverlaat",  de huidige naam voor het Vierde Verlaat. Dat lijkt erop te wijzen dat voordat de naam Olthofsverlaat in zwang kwam, het Tweede Verlaat Sapsverlaat werd genoemd.